# سوق العزافين

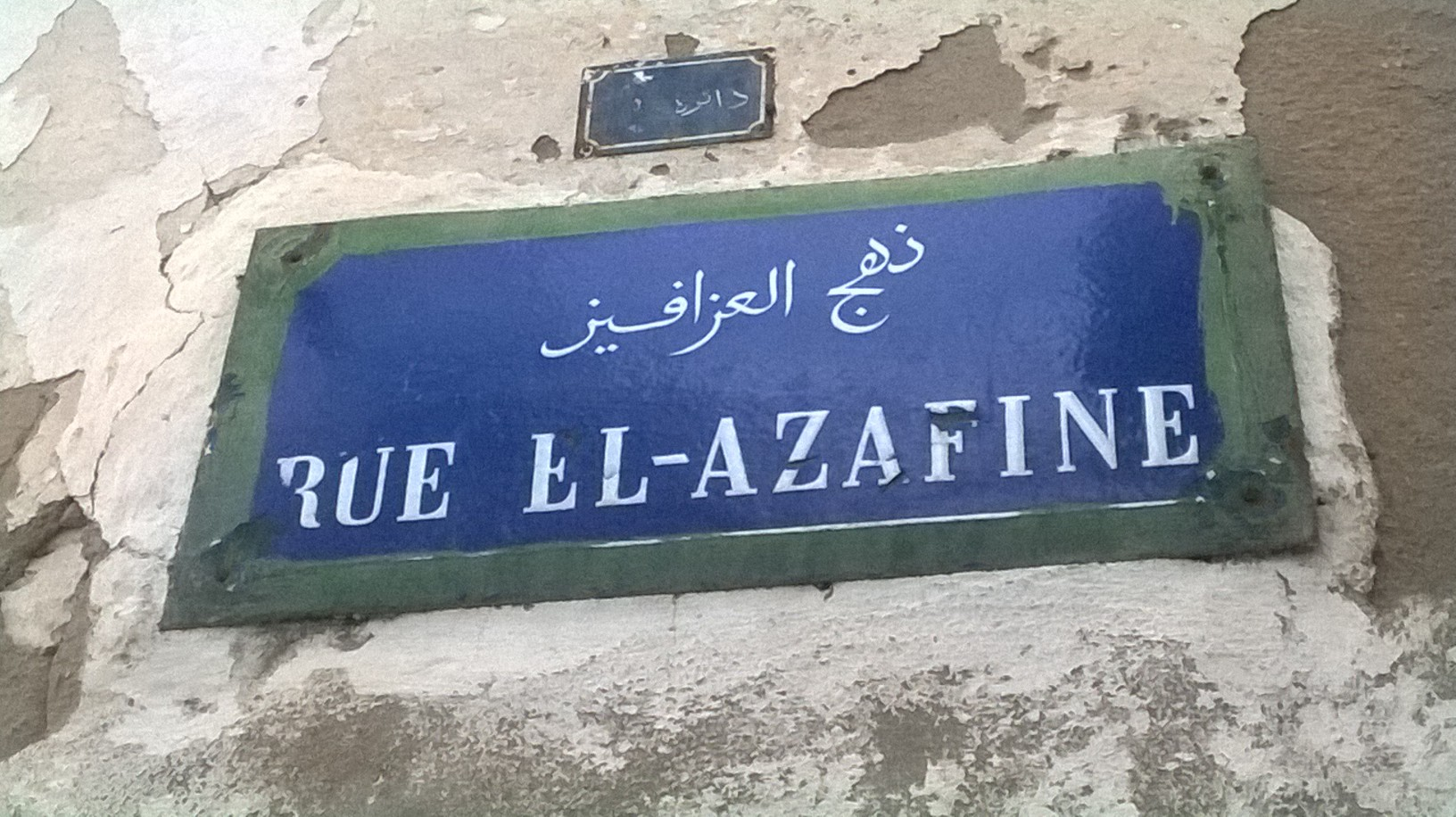
لوحة معدنية بشارع العزافين

سوق العزافين هو أحد أسواق مدينة تونس حيث كان الموسيقيون يجتمعون.

## علم أصول الكلمات
اشتق اسمها من كلمة عزف العربية التي تعني «عزف الموسيقى».

## نصب تذكاري
يقع بيمارستان العزافين، وهو مستشفى تم بناؤه في عهد حمودة باشا عام 1662، في هذا السوق.